# إبراهيم أبو محمد
الشيخ الدكتور إبراهيم أبو محمد هو عالم دين إسلامي أسترالي، مصري الأصل والنشأة، شغل منصب مفتي أستراليا (أعلى منصب ديني سُني في أستراليا) في الفترة من سبتمبر 2011 إلى مارس 2018. وقد جاء إلى ذلك المنصب خلفًا للشيخ فهمي ناجي الإمام، وخلفه الشيخ عبد العظيم العفيفي، الذي لم يلبث أن توفي بعد أربعة أشهر من توليه المنصب.

## حياته
تلقى الشيخ إبراهيم أبو محمد تعليمه بجامعة الأزهر بالقاهرة، ومنها حصل على درجة الدكتوراه. اشتغل بتدريس الدراسات الإسلامية في أبو ظبي بين عامي 1988 و1996، وفي 18 سبتمبر 2011، انتخبه مجلس الأئمة الوطني الأسترالي مفتيًا عامًا لأستراليا، خلفًا للشيخ فهمي ناجي الإمام ـ وهو من أصول لبنانية ـ الذي استقال لأسباب صحية.

## نشاطه الديني
أسس أبو محمد بعد انتقاله إلى سيدني سنة 1997 محطة إذاعية سميت بإذاعة القرآن الكريم (بالإنجليزية: Quran Kareem Radio)‏ لبث القرآن الكريم والبرامج الدينية (باللغة العربية في معظمها) على مدار اليوم. وتعتمد الإذاعة في تمويلها على التبرعات والإعلانات. وفي سنة 2005، أسس الشيخ أبو محمد مركزًا ـ ما زال قائمًا إلى اليوم ـ لرعاية المسلمين من ذوي الاحتياجات الخاصة.
في سنة 2012، زار أبو محمد قطاع غزة، حيث التقى إسماعيل هنية ـ القيادي بحركة حماس ـ وأدلى بتصريح لوكالات الأنباء المحلية قال فيه «إنني سعيد بالوقوف على أرض الجهاد لأتعلم من أبنائها».
يشارك أبو محمد أسبوعيًا في جلسات محكمة عرفية مقرها مكتبه في مدينة فيرفيلد، تتولى التوسط لحل المنازعات بين مسلمي أستراليا على أساس الشريعة الإسلامية.

## آراؤه
وصفت جريدة سيدني مورننغ هيرالد الشيخ أبو محمد في مقال نشرته سنة 2011 بأنه «معتدل سياسيًا، متشدد دينيًا». وقد صرح أبو محمد سنة 2011 بأن الشريعة الإسلامية تدعو إلى «الحرية والعدالة وحرية التعبير» التي تتفق والقوانين الأسترالية.